# Johanneum zu Lübeck
Das Johanneum zu Lübeck ist ein Gymnasium mit Musikzweig in der Altstadt von Lübeck und nach dem Katharineum zu Lübeck das zweitälteste Gymnasium der Stadt.

## Geschichte
Das Johanneum zu Lübeck wurde auf Beschluss des Rates der Hansestadt Lübeck zu Ostern 1872 als höhere Bürgerschule eingerichtet und erhielt den Namen Johanneum als Realgymnasium 1905. Die Schule sieht sich in der Tradition der 1163 gegründeten Domschule. Seit 1906 befindet sich das Johanneum in den Gebäuden beim St.-Johannis-Kloster am unteren Ende der Dr.-Julius-Leber-Straße und der Fleischhauerstraße.

## Schulgelände

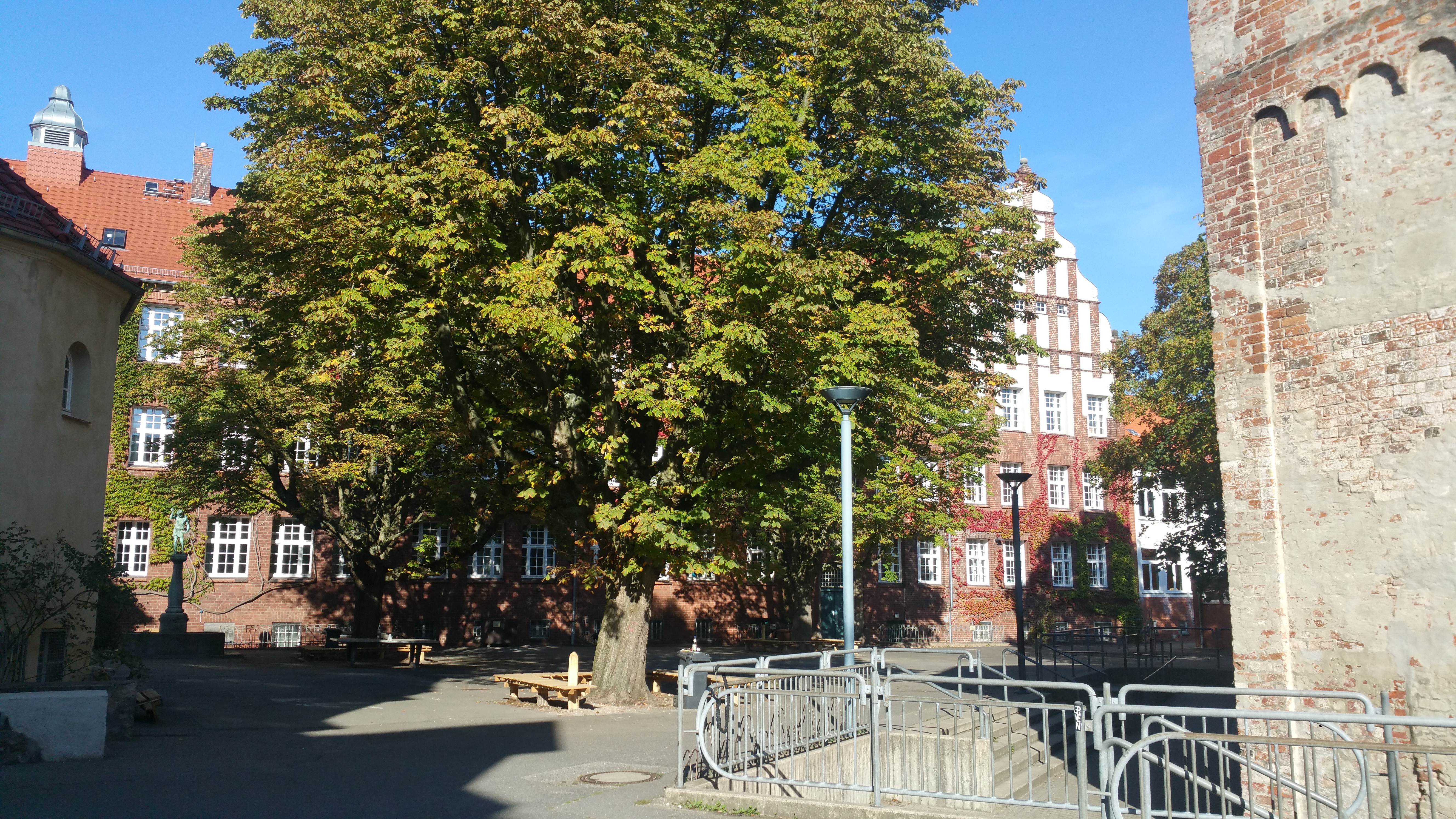
Schulhof des Johanneums (2019); links der Johannes-Brunnen, vorn rechts das Refektorium

Johannesbrunnen, gestiftet 1907 vom Industriellen Ramm in Kolberg (Heidesee), einem ehemaligen Schüler der Anstalt

Das Johanneum erhielt seine heutige bauliche Gestalt nach zahlreichen räumlichen, inzwischen denkmalgeschützten Erweiterungen.
Das älteste Gebäude auf dem Schulgelände ist das gotische Refektorium des ältesten Lübecker St.-Johannis-Klosters auf dem Schulhof. Heute befinden sich darin die Musikfachräume, Erdkunderäume, einige Klassenräume sowie die Umkleiden der angrenzenden, dreifach teilbaren Großturnhalle, in der zwischen Herbst- und Osterferien der gesamte Sportunterricht stattfindet. Im Sommer wird auch der Sportplatz Falkenwiese genutzt.
Im Hauptgebäude sind das Lehrerzimmer, das Sekretariat und die Büros der Schulleitung, die Biologie-, Physik-, Chemie- und Kunsträume sowie die Klassenräume der Unterstufe (5. bis 7. Klasse) untergebracht. Die Aula wird meist für Klausuren, durch einige der Orchester sowie für Theaterveranstaltungen und Konzerte genutzt.
Im angrenzenden Gebäude der ehemaligen Hauptfeuerwache, in dem sich seit ihrer Renovierung die Klassenräume der Mittel- und Oberstufe (Stufen 8 bis 12) befinden, ist auch die 2007 eingerichtete Mensa der Schule zu finden. 
Auf dem Schulhof steht Fritz Behns Brunnen mit der Statue von Johannes dem Täufer. Das ist insoweit ein Versehen des Künstlers, als das St.-Johannis-Kloster, von dem die Schule ihren Namen hat, nicht Johannes dem Täufer, sondern dem Evangelisten Johannes geweiht war.

## Sanierung
Im zweiten Jahrzehnt des 21. Jahrhunderts steht das Johanneum vor großen Herausforderungen: Es weist sowohl dringende Sanierungsbedarfe als auch einen erheblichen Raummangel auf. Die denkmalgeschützten Gebäude müssen einer umfassenden Sanierung unterzogen werden, um den technischen Anforderungen des 21. Jahrhunderts gerecht zu werden und eine zukunftsfähige schulische Nutzung zu ermöglichen. Dies schließt neben der Erneuerung der technischen Infrastruktur auch Anpassungen beim Brandschutz, der Raumakustik und den Sanitäranlagen ein. Eine besondere Herausforderung stellt dabei die historische Bausubstanz dar, die behutsam erhalten und gleichzeitig modernisiert werden muss.
Die Sanierungsmaßnahmen sollen voraussichtlich Ende 2025 mit vorgezogenen Brandschutzmaßnahmen beginnen und bis 2031 in mehreren Phasen abgeschlossen werden. Für die Zeit der Sanierung ist als Interimsgebäude eine Modulschule an der Falkenstraße vorgesehen, die ab dem Schuljahr 2025/2026 genutzt werden soll.

## Pädagogische Anpassungen und Raumkonzept
Im Rahmen eines partizipativen Prozesses, der unter dem Titel „Johanneum neu denken“ durchgeführt wurde, wurden Ideen von Schülern, Lehrern und weiteren Mitgliedern der Schulgemeinschaft zur Verbesserung der schulischen Lernumgebung gesammelt. Die Ergebnisse dieses Prozesses fließen in ein flexibles und nachhaltiges Raumkonzept ein, das die bestehenden Gebäude an die aktuellen pädagogischen Anforderungen anpassen soll. Um die vorhandenen Gebäude flexibler nutzen zu können, ist unter anderem eine Umstrukturierung der Klassenräume geplant. Dies schließt auch eine Umnutzung von Fachräumen sowie eine verbesserte Nutzung der Gemeinschaftsflächen ein.

## Musikzweig
Das Johanneum verfügt seit 1975 über einen Musikzweig, dessen Schüler die Möglichkeit haben, während ihrer Schulzeit an einem der zahlreichen Orchester, Chöre oder Schülerensembles teilzunehmen. In der Mittelstufe gibt es eine oder zwei Musikklassen und in der Oberstufe kann Musik als Profilfach für das Abitur gewählt werden.
Neben zwei Orchestern gibt es am Johanneum z. B. die BigBand, die ConcertBand sowie Oberstufen-, Unterstufen- und Mittelstufenchor. Das Johanneum bietet auch immer wieder Austauschfahrten mit Ensembles aus anderen Städten oder Ländern an.
2009 gewann die Bigband des Johanneums den vom Landesmusikrat Schleswig-Holstein veranstalteten Landeswettbewerb „Jazz It Up!“.
Viele Feste, Konzerte und Ausstellungen im Laufe des Jahres gehören zum Schulleben:
- Die Weihnachtszeit wird traditionell mit der Nikolausmusik am Mittwoch vor oder nach dem Nikolaustag in der 1. Stunde eröffnet.
- Das Adventskonzert im Dom wird von den 5. Klassen gemeinsam mit den Ensembles der Orientierungs- und Mittelstufe gestaltet.
- Am 13.12., dem Lucia-Tag, gestalten die Chöre des Johanneums die stimmungsvolle Sankta-Lucia-Feier in der Aegidienkirche.
- Im Frühjahr gibt es mehrere Konzerte des Sinfonieorchesters und der BigBand.
- Die Orientierungs- und Mittelstufenensembles zeigen ihr Können im Juni kurz vor den Sommerferien.
- Das jährliche Sommerfest findet kurz vor Ende des Schuljahres statt.

## Bildung für nachhaltige Entwicklung (BNE)
Am Johanneum wurde 2021 eine Lehrkraft als BNE-Koordinatorin eingesetzt. Aus der Schülerschaft des Johanneums wurde 2021 die Initiative „Wir lernen klimaneutral“ gegründet, die Schülerinnen und Schüler auch anderer Schulen befähigen will, Bildung für nachhaltige Entwicklung einzufordern und Maßnahmen des Klimaschutzes voranzubringen. Die Schulinitiative will deutschlandweit Initiativen zu Klimaschutz an Schulen und BNE im Unterricht auf einer Plattform zusammenfassen und vorstellen.

## Bildungs- und Betreuungsangebote
Am Johanneum zu Lübeck gibt es spezielle Hilfsangebote bei Lese-Rechtschreib-Schwäche und zum Deutschlernen für Schüler, deren Muttersprache nicht Deutsch ist. Im Ganztag nach der Schule gibt es eine Hausaufgabenbetreuung.

## Partnerschulen
- Goethe-Gymnasium Ludwigsburg als musikalische Partnerschule
- Mwanza Lutheran Sec. School in Tansania
- Colegio Salesians in Sant Boi de Llobregat
- Hockerill College in Bishop’s Stortford

## Auszeichnungen
- Schule ohne Rassismus – Schule mit Courage seit 2021
- Zukunftsschule SH
- Fairtrade-Schule

## Ehemalige Schüler
1800–1900

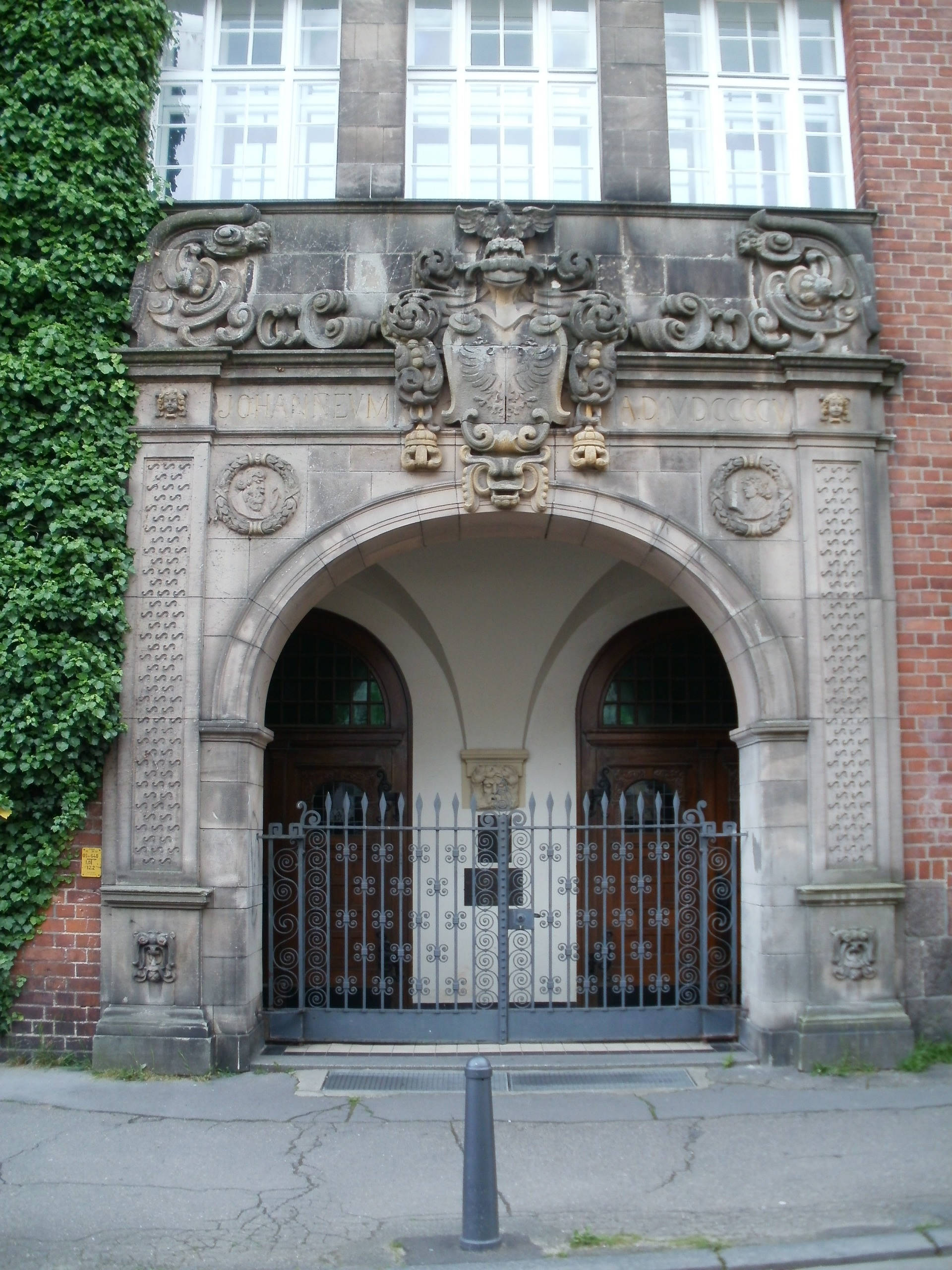
Portal am Eingang

- Ernst Wagemann (1884–1956), Nationalökonom und Hochschullehrer
- Hermann Christern (1892–1941), Historiker (Abitur 1913)
- Georg Währer (1893–1941), NSDAP-Politiker, Rechtswissenschaftler und SA-Führer (Schüler von 1899 bis 1911)
- Luise Klinsmann (1896–1964), Politikerin (SPD)
- Karl Mauss (1898–1959), Kriegsfreiwilliger, Freikorpskämpfer, wurde in NS-Zeit reaktiviert
- Alfred Tode (1900–1996), Prähistoriker und Direktor des Braunschweigischen Landesmuseums (Schüler von 1909 bis zum Abitur 1918)

1901–1950
- Wilhelm Castelli (1901–1984), Architektur- und Kunstfotograf (Abschluss der Mittleren Reife 1917)
- Max Wegner (1902–1998), Archäologe (Schüler ab 1914, Reifeprüfung 1921)
- Hans Gewecke (1906–1991), NSDAP-Reichstagsabgeordneter und NSDAP-Kreisleiter (Abitur)
- Herbert Wegener (1909–1980), Bibliothekar
- Willy Brandt (1913–1992), vierter Bundeskanzler der Bundesrepublik Deutschland (SPD)
- Gerhard Wilcken (1917–2011), Architekt und Bauingenieur
- Casimir Katz (1925–2008), Holzindustrieller und Verleger
- Heinz Lund (1925–2016), Politiker (SPD)
- Hans-Heinrich Otte (1926–2020), Volkswirt und Wirtschaftsprüfer
- Björn Engholm (* 1939), Ministerpräsident Schleswig-Holsteins (SPD)
- Werner Heise (1944–2013), Mathematiker und Hochschullehrer
- Hans-Achim Roll (* 1942), Ministerialbeamter
- Peter Voss (* 1941), Journalist
- Henner Leyhe (1947–2017), Sänger und Gesangspädagoge
- Hans-Joachim Priebe (* 1947), Mediziner und Hochschullehrer
- Wolfgang Nešković (* 1948), Politiker und ehemaliger Richter am Bundesgerichtshof
- Jörg Wontorra (*948), Fernsehjournalist und -produzent
- Reinhard Priebe (* 1949), Jurist und Direktor in der Europäischen Kommission
- Klaus Regling (* 1950), Volkswirt

1951–2000
- Bernd Rohwer (* 1951), Politiker (SPD)
- Thomas Sparr (* 1956), Literaturwissenschaftler
- Jost Salm (* 1962), Chorleiter
- Christian Friege (* 1966), Vorstand der Neumüller CEWE COLOR Stiftung
- Fiete Felsch (* 1967), Jazzmusiker und Hochschullehrer
- Sören Fenner (* 1967), Schauspieler und Gründer von Theapolis (Abitur 1986)
- Bertrand Freiesleben (* 1967), Künstler
- Ullrich Krause (* 1967), Schachfunktionär
- Michael Ristow (* 1967), Arzt und Wissenschaftler
- Babett Klimmeck (* um 1967/68), Filmarchitektin
- Georgij Pestov (* 1971), Kameramann
- Christiane Wiesenfeldt (* 1972), Musikwissenschaftlerin
- Jesko Friedrich (* 1974), Schauspieler, Redakteur und Autor
- Marc Zwinz (* 1974), Schauspieler und Autor
- Daniel Kramer (* 1976), Keyboarder und Musikproduzent
- Mareile Höppner (* 1977), Fernsehmoderatorin und Journalistin
- André Schünke (* 1980), Journalist, Nachrichtensprecher und Moderator
- Jonas Nay (* 1990), Schauspieler und Musiker
- Eric Schlomm (* 1991), deutscher Nationalspieler (American Football)
- Rasmus Svane (* 1997), Schachgroßmeister
- Luna Simão (* 1996), Pop- und Soul-Sängerin
- Frederik Svane (* 2004), Schachgroßmeister

## Ehemalige Lehrer
In alphabetischer Reihenfolge
- Otto Bussenius (1848–1924), Altphilologe, 1901–1913 am Johanneum, vorher Schulleiter des Progymnasium Dr. Bussenius
- Heinz-Joachim Draeger (1935–2017), Lehrer für Deutsch und Kunst, Buchautor und Illustrator
- Fritz Endres (1886–1945), Deutsch- und Geschichtslehrer, Historiker
- Karl Ernst (1857–1917), Philologe und Didaktiker, entwickelte schon vor dem Ersten Weltkrieg die Reformmethode zur Vermittelnden Methode weiter
- Hermann Hofmeister (1878–1936), antisemitischer Lehrer, Historiker und Archäologe. Hofmeister diskriminierte Schüler jüdischer Herkunft sogar im Unterricht. Er hasste die Demokratie und versuchte, die Schüler gegen die Demokratie von Weimar aufzuhetzen. Deswegen wurde er von der Schule entfernt und verlor 1923 sogar seinen Lehrerposten in Lübeck. 1933 beteiligte er sich an der Denunziation seines ehemaligen Kollegen Walter Kramer, s. u.
- Walter Kramer (* 9. Mai 1883 in Bevern)[9], promovierter Studienrat, Lehrer für Englisch und Französisch, Klassenlehrer von Willy Brandt, wurde auf Grund einer politischen Denunziation des kommissarischen nationalsozialistischen Schulamtsleiters Hans Wolff vom Reichstatthalter für Mecklenburg und Lübeck Friedrich Hildebrandt am 29. April 1933 als politisch unzuverlässig entlassen. Walter  Kramer war über die Vernichtung seiner Existenz verzweifelt und verübte aus diesem Grund  am 27. August 1933 Suizid, in den seine Frau ihm bald nachfolgte. Der siebzehnjährige Sohn musste  darauf in die „Irrenanstalt“ eingeliefert werden.[10]
- Heinrich Lenz (1846–1913), Zeichenlehrer, Naturkundelehrer, Zoologe
- Heinz Lingenberg (1927–1996), Historiker (bis 1978 am Johanneum)
- Eilhard Erich Pauls (1877–1961), Lehrer für Deutsch und Geschichte, hinterließ einen bleibenden positiven Eindruck bei seinem Schüler Willy Brandt[11]
- Friedrich Reeh (1890–1965), Oberstudienrat und kommissarischer Schulleiter von 1943 bis 1945, 1945 kommissarischer Bürgermeister von Lübeck
- Hermann Stodte (1871–1939), Direktor 1918 bis 1934
- Hans Wäsche (1903–1979), ab 1952 Mathematiklehrer, als „Mathe-Papst“ tituliert, Redaktionsleiter des Zentralblatts für Didaktik der Mathematik
- Hans-Jürgen Wille (1930–2004),  Musiklehrer, Chorleiter und Kantor an der Lübecker Marienkirche

### Sekundärliteratur
- Richard Schult (Hrsg.):  Johanneum zu Lübeck – Von der höheren Bürgerschule zum Städtischen Gymnasium. Festschrift zur 125-Jahr-Feier. Johanneum Lübeck, Lübeck 1997. (Umfangreiches Buch, das in über 100 Beiträgen über die Geschichte der Schule informiert.)
- 100 Jahre Johanneum zu Lübeck. 1872 - Festschrift - 1972. Johanneum zu Lübeck. Neusprachliches und mathematisch-naturwissenschaftliches Gymnasium für Jungen. Radtke, Lübeck 1972
- Jörg Fligge: Lübecker Schulen im „Dritten Reich“: eine Studie zum Bildungswesen in der NS-Zeit im Kontext der Entwicklung im Reichsgebiet, Schmidt-Römhild, Lübeck 2014, ISBN 3-7950-5214-9,  S. 631 ff.

### Historische Quellen
- Bericht über das ... Schuljahr von Ostern ... bis Ostern ... Lübeck 1878–1892 (Digitalisat)
- Bericht über das ... Schuljahr von Ostern ... bis Ostern ... Lübeck 1893, 1899–1902 (Digitalisat)
- Realschule zu Lübeck. ... Schuljahr von Ostern ... bis Ostern ... Lübeck 1894–1898 (Digitalisat)
- Bericht über das ... Schuljahr von Ostern ... bis ... Lübeck 1903–1904 (Digitalisat)
- Bericht über das Schuljahr von Ostern ... bis Ostern ... Lübeck 1905–1929 (Digitalisat)
- Carl Adolf Meyer: Beschreibung des Neubaus. In: Beilage zum Jahresbericht 1907, S. 26–40. Lübeck 1907, S. 3–25. Lübeck 1907 (Digitalisat)
- Wilhelm Brüsch: Beschreibung der Lehrzimmer für Physik und Chemie. In: Beilage zum Jahresbericht 1907, S. 26–42. Lübeck 1907 (Digitalisat)
- Julius Müller: Bericht über die Einweihungsfeier. In: Beilage zum Jahresbericht 1907, S. 43–48. Lübeck 1907 (Digitalisat)
- Wilhelm Brüsch: Die Einführung und Durchführung der in den Unterrichtsgang eingefügten chemischen und physikalischen Schülerübungen auf allen Klassenstufen des Johanneums in den Jahren 1906 bis 1913. Lübeck 1913 (Digitalisat)